# Берчвуд Лејкс (Пенсилванија)
Берчвуд Лејкс (енгл. Birchwood Lakes) насељено је место без административног статуса у америчкој савезној држави Пенсилванија.

## Демографија
По попису из 2010. године број становника је 1.386.
| Група             | 2000.    | 2010.         |
| Белци             | 0 (0,0%) | 1.270 (91,6%) |
| Афроамериканци    | 0 (0,0%) | 21 (1,5%)     |
| Азијати           | 0 (0,0%) | 6 (0,4%)      |
| Хиспаноамериканци | 0 (0,0%) | 83 (6,0%)     |
| Укупно            | 0        | 1.386         |